# Saint-Remy (Vosges)
Saint-Remy és un municipi francès, situat al departament dels Vosges i a la regió del Gran Est. L'any 2007 tenia 497 habitants.

## Demografia

### Població
El 2007 la població de fet de Saint-Remy era de 497 persones. Hi havia 189 famílies, de les quals 47 eren unipersonals (16 homes vivint sols i 31 dones vivint soles), 63 parelles sense fills, 71 parelles amb fills i 8 famílies monoparentals amb fills.
La població ha evolucionat segons el següent gràfic:
Habitants censats

### Habitatges
El 2007 hi havia 219 habitatges, 191 eren l'habitatge principal de la família, 26 eren segones residències i 2 estaven desocupats. 206 eren cases i 13 eren apartaments. Dels 191 habitatges principals, 174 estaven ocupats pels seus propietaris, 14 estaven llogats i ocupats pels llogaters i 3 estaven cedits a títol gratuït; 7 tenien dues cambres, 8 en tenien tres, 27 en tenien quatre i 149 en tenien cinc o més. 173 habitatges disposaven pel capbaix d'una plaça de pàrquing. A 71 habitatges hi havia un automòbil i a 110 n'hi havia dos o més.

### Piràmide de població
La piràmide de població per edats i sexe el 2009 era:
| Homes | Edats   | Dones |
| ----- | ------- | ----- |
| 0     | 95 o +  | 4     |
| 0     | 90 a 94 | 0     |
| 0     | 85 a 89 | 0     |
| 0     | 80 a 84 | 0     |
| 4     | 75 a 79 | 4     |
| 4     | 70 a 74 | 12    |
| 8     | 65 a 69 | 8     |
| 16    | 60 a 64 | 12    |
| 20    | 55 a 59 | 16    |
| 28    | 50 a 54 | 28    |
| 12    | 45 a 49 | 28    |
| 12    | 40 a 44 | 8     |
| 8     | 35 a 39 | 16    |
| 20    | 30 a 34 | 12    |
| 12    | 25 a 29 | 8     |
| 8     | 20 a 24 | 16    |
| 20    | 15 a 19 | 16    |
| 36    | 10 a 14 | 4     |
| 8     | 5 a 9   | 20    |
| 4     | 0 a 4   | 16    |

## Economia
El 2007 la població en edat de treballar era de 315 persones, 230 eren actives i 85 eren inactives. De les 230 persones actives 211 estaven ocupades (111 homes i 100 dones) i 19 estaven aturades (8 homes i 11 dones). De les 85 persones inactives 40 estaven jubilades, 20 estaven estudiant i 25 estaven classificades com a «altres inactius».

### Ingressos
El 2009 a Saint-Remy hi havia 195 unitats fiscals que integraven 508 persones, la mediana anual d'ingressos fiscals per persona era de 17.485 €.

### Activitats econòmiques
Dels 10 establiments que hi havia el 2007, 1 era d'una empresa de construcció, 2 d'empreses de comerç i reparació d'automòbils, 2 d'empreses de transport, 2 d'empreses d'hostatgeria i restauració, 1 d'una empresa financera, 1 d'una empresa immobiliària i 1 d'una empresa de serveis.
Dels 2 establiments de servei als particulars que hi havia el 2009, 1 era un taller de reparació d'automòbils i de material agrícola i 1 restaurant.
L'any 2000 a Saint-Remy hi havia 10 explotacions agrícoles que ocupaven un total de 228 hectàrees.

## Equipaments sanitaris i escolars
El 2009 hi havia una escola elemental.

## Poblacions més properes
El següent diagrama mostra les poblacions més properes.